# 法蘭索瓦·杜魯福

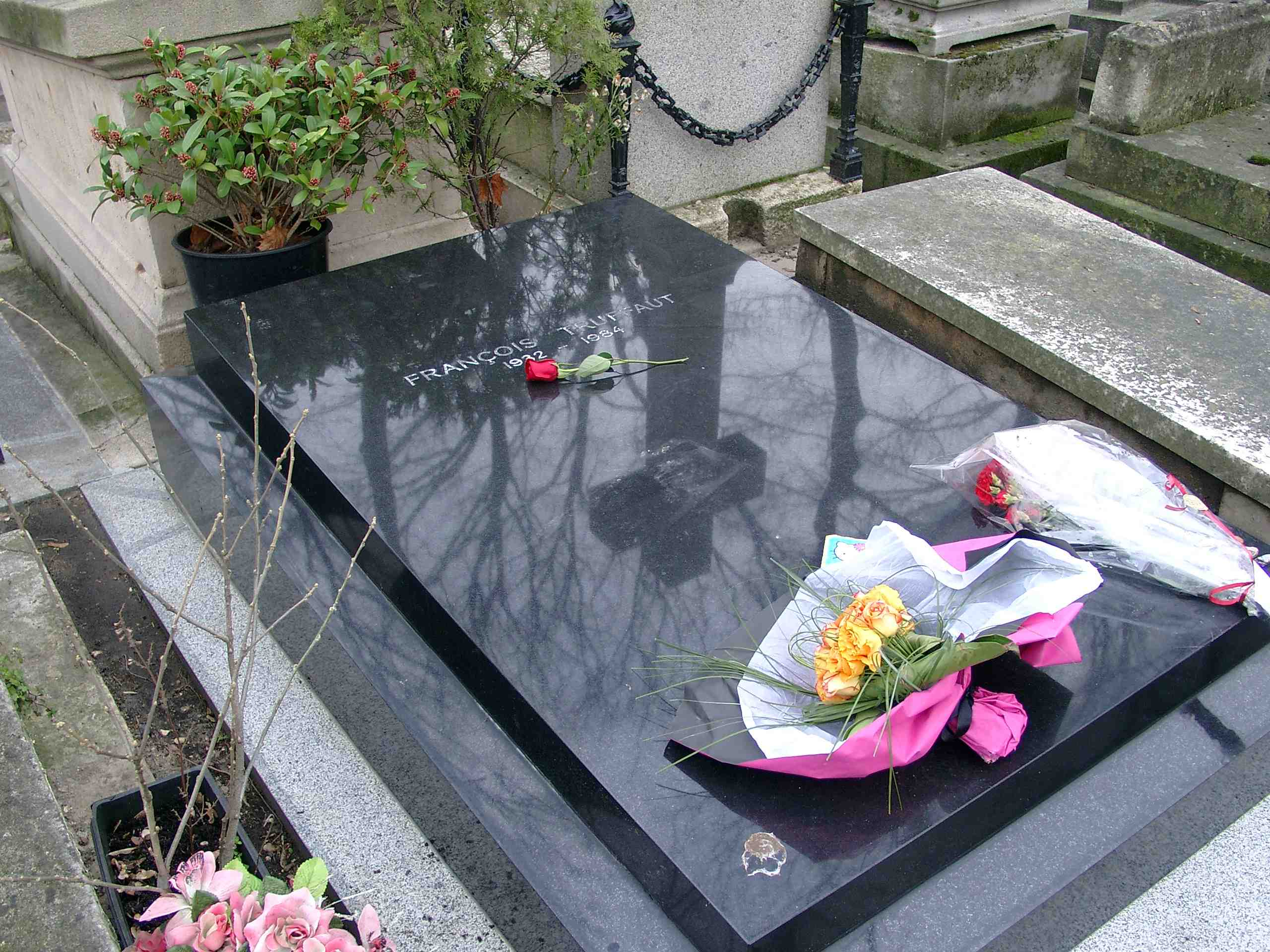
法蘭索瓦·杜魯福的墓地

法蘭索瓦·羅蘭·杜魯福（法語：François Roland Truffaut，1932年2月6日—1984年10月21日）是法國導演、影評人，法國新浪潮电影流派的代表之一，「电影作者论」的提倡者，與法國另一名導尚盧·高達並列，在国际影坛享有盛誉。
杜魯福因為逃學，14歲便失學要到工廠工作。少年時他已經熱愛電影，曾舉辦小型電影放映活動導致欠債，16歲時被送進不良少年教養所，後來由安德烈·巴贊保釋，並把他領進了影評的園地，巴贊成為他的精神導師，也深深影響他在電影方面的觀念。1951年巴贊創辦《電影筆記》，其後杜魯福加入撰寫影評，被認為是巴黎最尖刻的評論人。
1955年拍攝了首部短片《探訪》，其後曾任意大利導演羅塞里尼的助手。1957年，杜魯福撰文預告了「第一人稱」影片的到來。1959年首部長片《四百擊》旋即奪得康城影展最佳導演獎，《四百擊》以安端·達諾（Antoine Doinel，由尚-比埃·里奧釋演）為主角，充滿自傳性質，連同《二十歲之戀》、《飛吻》、《床地風雲》、《愛情逃跑》組成安端·達諾五部曲。
他又擅長實踐巴贊的「長鏡頭」理論，故事題材豐富多采、內容各異；尤能拍攝景致怡人、風格清新的法式風格文藝愛情電影，令各國影迷感動回味再三至今。
杜魯福1984年罹患腦癌病逝，共有二十一部長片、四部短片導演作傳世。

## 電影作品

### 导演作品
| 年份 | 片名                | 原始片名                           | 备注                                        |
| ---- | ------------------- | ---------------------------------- | ------------------------------------------- |
| 1955 | 一次拜访            | Une Visite                         |                                             |
| 1957 | The Mischief Makers | Les Mistons                        |                                             |
| 1959 | 四百擊              | Les Quatre Cents Coups             | 安端·達諾五部曲之一，坎城影展最佳導演獎              |
| 1960 | 射殺鋼琴師          | Tirez sur le pianiste              |                                             |
| 1961 | 水的故事            | Une Histoire d'eau                 | 与尚盧·高達联合执导                         |
| 1962 | 夏日之戀            | Jules et Jim                       |                                             |
| 1962 | 二十歲之戀          | Antoine et Colette                 | 短片，五部曲之二                            |
| 1964 | 柔膚                | La Peau douce                      |                                             |
| 1966 | 华氏451度           | Fahrenheit 451                     | 改编自雷·布雷德伯里同名作品华氏451度        |
| 1968 | 黑衣新娘            | La Mariée était en noir            |                                             |
| 1968 | 飛吻                | Baisers volés                      | 安端·達諾五部曲之三; 提名奥斯卡最佳外语片            |
| 1969 | 蛇蠍夜合花          | La sirène du Mississipi            |                                             |
| 1970 | 野孩子              | L'Enfant sauvage                   |                                             |
| 1970 | 床地風雲            | Domicile conjugal                  | 五部曲之四                                  |
| 1971 | 兩個英國女孩與歐陸  | Les Deux anglaises et le continent |                                             |
| 1972 | 像我這樣美麗的女子  | Une belle fille comme moi          |                                             |
| 1973 | 日以作夜            | La Nuit américaine                 | 奥斯卡最佳外语片奖 英国电影学院奖最佳导演奖 |
| 1975 | 巫山雲              | L'Histoire d'Adèle H.              |                                             |
| 1976 | 零用錢              | L'Argent de poche                  | 入围第26届柏林影展                          |
| 1977 | 愛女人的男人        | L'Homme qui aimait les femmes      | 入围第27届柏林影展                          |
| 1978 | 綠房                | La Chambre verte                   |                                             |
| 1979 | 愛情逃跑            | L'Amour en fuite                   | 安端·達諾五部曲之五，入围第29届柏林影展              |
| 1980 | 最後地下鐵          | Le Dernier métro                   | 凱撒電影獎最佳影片、最佳導演和最佳劇本獎    |
| 1981 | 隔牆花              | La Femme d'à côté                  |                                             |
| 1983 | 情殺案中案          | Vivement dimanche!                 |                                             |

## 語錄
「對我來說，明天的電影比懺悔錄或日記等自傳體更加私人。年輕的電影製作者將會用第一人稱表達自己，並將發生在他們身上的事與電影連繫起來：這些也許是他們的初戀故事、或最近的戀愛故事、他們的政治醒覺、他們的旅行故事、他們的病患經歷、他們的兵役、他們的婚姻，他們對上一個的假期... 這些將是令人愉快的，因為這是真實又新鮮的... 明天的電影不會由公務導演執導，卻是由構造一次美妙和令人興奮的冒險歷程的藝術家執導。明天的電影（的特點）將酷似創造它的人，觀眾的數量將與導演的朋友的數量成正比。明天的電影將是愛的行動。」 — François Truffaut, published in Arts magazine, May 1957 Source: Miami New Times

## 外部連結
- 法蘭索瓦·杜魯福在互联网电影资料库（IMDb）上的資料（英文）
- 法蘭索瓦·杜魯福在豆瓣上的资料（简体中文）
- NNDB: Tracking the entire world （页面存档备份，存于）（個人資料）
- New Wave Film Encyclopedia: "François Truffaut" （页面存档备份，存于） an extensive biography
- François Truffaut bibliography （页面存档备份，存于） via the UC Berkeley Media Resources Center